# Passaporto tedesco
Il passaporto tedesco (deutscher Reisepass) è un documento di identità rilasciato ai propri cittadini dalla Repubblica Federale di Germania per i loro viaggi fuori dall'Unione europea e dallo Spazio economico europeo. Il passaporto è costituito da 32 pagine, oppure può essere richiesta la versione a 48 pagine per chi viaggia più frequentemente.

## Caratteristiche
Il passaporto tedesco rispetta le caratteristiche dei passaporti dell'Unione europea
La copertina è di colore rosso borgogna con lo stemma del Repubblica Federale di Germania al centro. Le scritte "EUROPÄISCHE UNION" e subito sotto "BUNDESREPUBLIK DEUTSCHLAND" sono sopra lo stemma mentre la parola "REISEPASS" in basso. La foto deve mostrare la persona da sola, senza altri oggetti o persone sullo sfondo.
Nel passaporto biometrico (e-passport) compare anche l'apposito simbolo .
È valido dieci anni (per i cittadini con più di 24 anni) e sei anni per i minori di 24.

## Galleria d'immagini

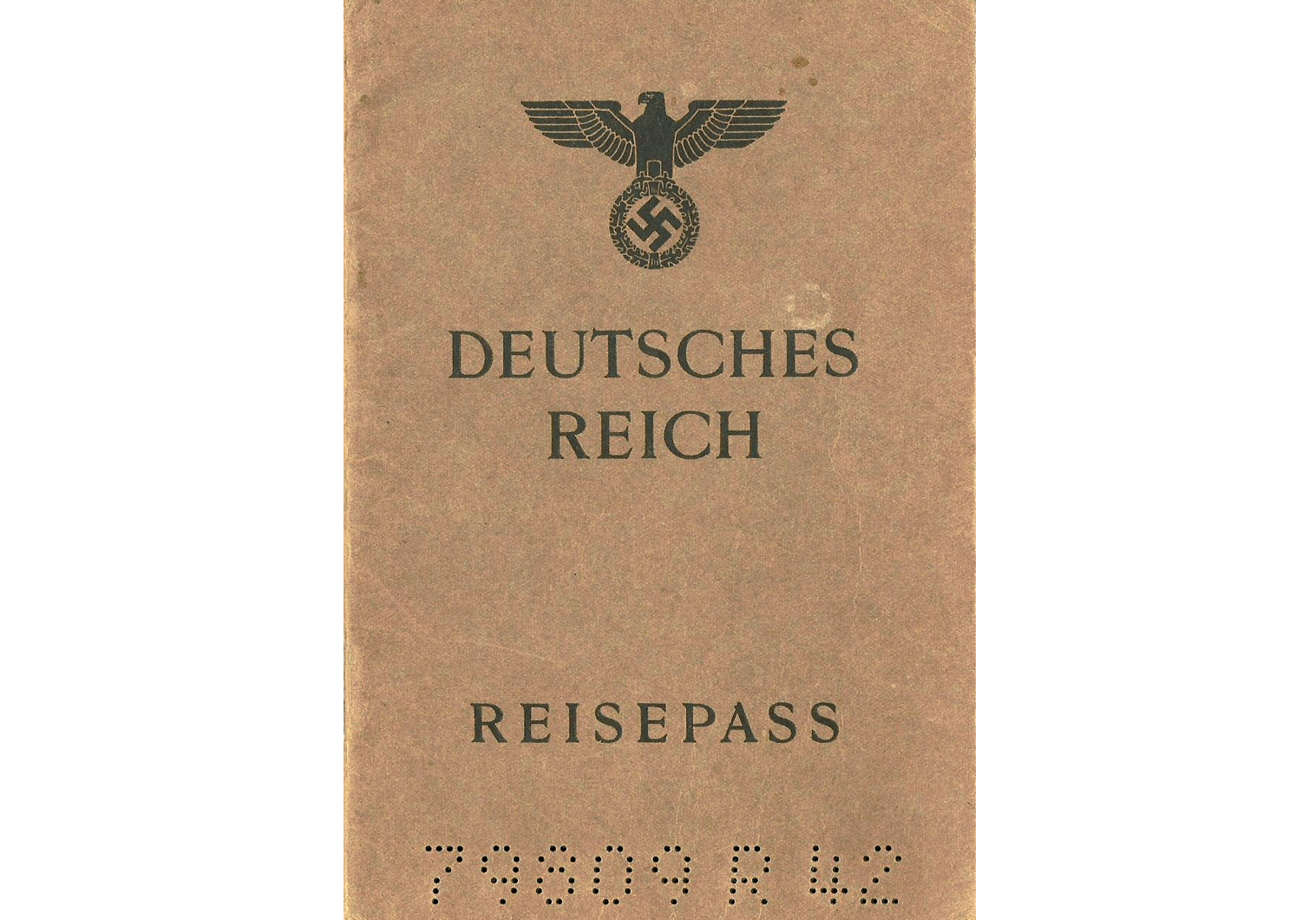
Passaporto Germania nazista (1945)
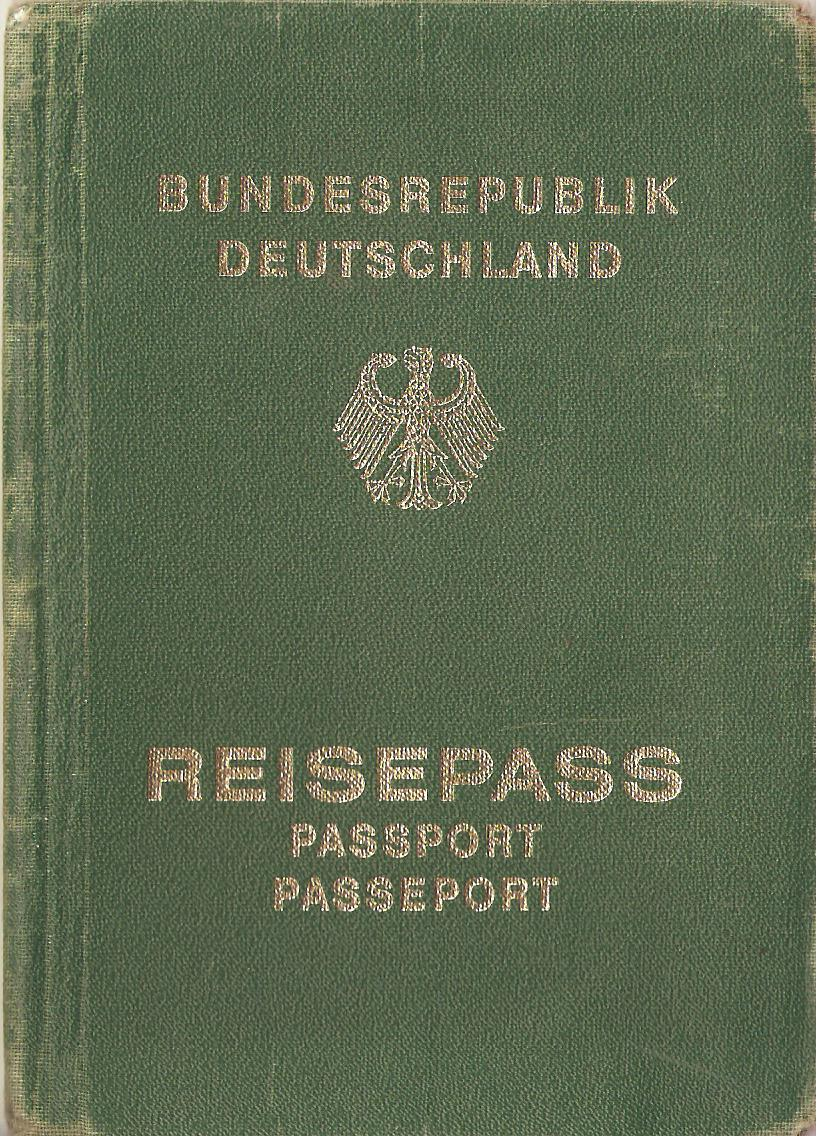
Passaporto della Germania occidentale (1982)
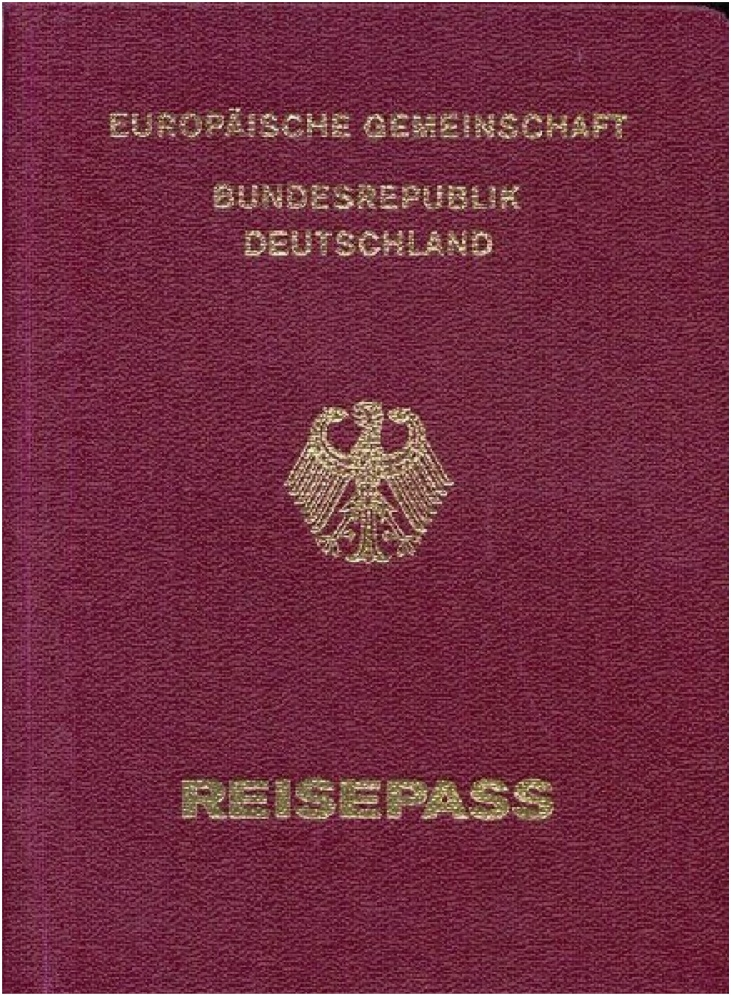
Passaporto tedesco rilasciato dal 1988 fino all'inizio degli anni 2000
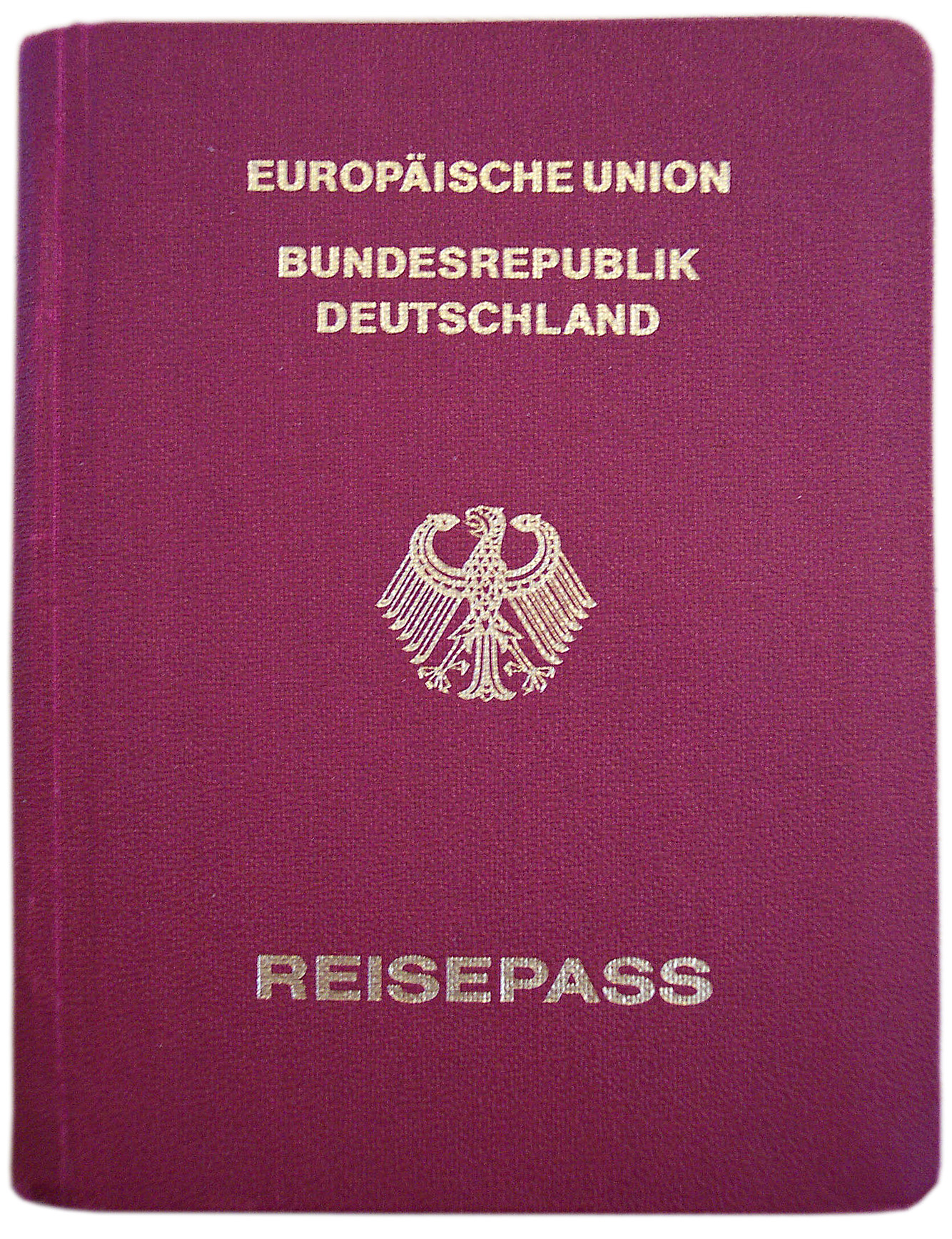
Passaporto non biometrico rilasciato dall'inizio degli anni 2000 fino a novembre 2005